# Mathew Knowles
Mathew Knowles (Gadsden, 9 de Janeiro de 1951) é um executivo musical e empresário estadunidense. Ele se tornou conhecido por produzir e empresariar o grupo de R&B, Destiny's Child, e a carreira solo de sua filha, Beyoncé até ao ano de 2011. Além de Beyoncé, Mathew tem outra filha com Tina Knowles, Solange, que também é cantora e atriz.
Em 2011, Mathew Knowles e Tina Knowles divorciaram-se oficialmente ao fim de 31 anos de casamento, depois de Mathew ter uma relação fora do matrimónio com a actriz de Scrubs - Alexsandra Wright - de onde nasceu Nixon Knowles.